# Erigone arctica maritima
Erigone arctica maritima Kulczyński, 1902 è un ragno, sottospecie dell'Erigone arctica, appartenente alla famiglia Linyphiidae.

## Aspetto
La sottospecie maritima è anatomicamente un po' più piccola della sua specie d'appartenenza; presenta un cefalotorace lungo 1,15 mm, la patella è lunga 0,39 mm, la tibia è lunga 0,37 mm e il tarso è lungo 0,46 mm.

## Distribuzione
È diffusa in Nord Europa e Russia.

## Tassonomia
La sottospecie è stata osservata l'ultima volta nel 2013.